# WrestleMania XL
WrestleMania XL was een tweedaags en het 40ste pay-per-view- (PPV) en WWE Network-evenement in het professioneel worstelen van WrestleMania dat georganiseerd werd door WWE voor hun Raw en SmackDown brands. Het evenement vond plaats op 6 en 7 april 2024 in het Lincoln Financial Field in Philadelphia, Pennsylvania.
Dit was de eerste WrestleMania die werd gehouden onder de leiding van TKO Group Holdings. Het was de eerste WrestleMania onder TKO en de eerste die niet direct onder controle van de McMahon-familie stond. Het was ook de laatste WrestleMania die live werd gestreamd op het WWE Network, dat in januari 2025 zal worden gesloten in alle markten waar de service nog beschikbaar is, waarbij WWE-inhoud naar Netflix wordt verplaatst.

## Matches
| Nr. | Wedstrijd | Winnaar(s)                              | Opmerkingen | Bron  |
| --- | --- | --------------------------------------- | --- | ----- |
| 1   | Rhea Ripley (c) vs. Becky Lynch | Rhea Ripley                             | Een tegen een wedstrijd voor het Women's World Championship                                                                               | [ 4 ] |
| 2   | A-Town Down Under (Austin Theory & Grayson Waller) en Awesome Truth (The Miz & R-Truth) vs The Judgment Day (Finn Bálor & Damian Priest) (c), #DIY (Johnny Gargano &Tommaso Ciampa), The New Day (Kofi Kingston & Xavier Woods) & New Catch Republic (Pete Dunne & Tyler Bate) | A-Town Down Under & Awesome Truth       | Six-Pack Tag Team Ladder Match voor het WWE Raw en SmackDown Tag Team Championships.                                                      | [ 4 ] |
| 3   | Rey Mysterio & Andrade (met Carlito, Cruz Del Toro, Joaquin Wilde & Zelina Vega) vs. Santos Escobar &"Dirty" Dominik Mysterio (met Angel, Berto & Elektra Lopez) | Rey Mysterio & Andrade                  | Tagteammatch. | [ 4 ] |
| 4   | Jey Uso vs. Jimmy Uso | Jey Uso                                 | Een-op-eenmatch. | [ 4 ] |
| 5   | Bianca Belair, Jade Cargill, & Naomi vs Damage CTRL (Dakota Kai, Asuka & Kairi Sane) | Bianca Belair, Jade Cargill, & Naomi    | Six-woman-tagteammatch. | [ 4 ] |
| 6   | Gunther (c) vs Sami Zayn | Sami Zayn (nc)                          | Een-op-eenmatch voor het WWE Intercontinental Championship                                                                                | [ 4 ] |
| 7   | The Bloodline (The Rock & Roman Reigns) vs. Cody Rhodes & Seth "Freakin" Rollins | The Bloodline (The Rock & Roman Reigns) | Tag Team wedstrijd omdat Reigns en the Rock hebben gewonnen, wordt de kampioenswedstrijd op nacht 2 gehouden volgens de Bloodline-regels. | [ 4 ] |

| Nr. | Match                                          | Winnaar(s)         | Opmerkingen                                                                                                | Bron  |
| --- | ---------------------------------------------- | ------------------ | --- | ----- |
| 1   | Seth "Freakin" Rollins (c) vs. Drew McIntyre   | Drew McIntyre (nc) | Een-op-eenmatch voor het World Heavyweight Championship.                                                   | [ 5 ] |
| 2   | Drew McIntyre (c) vs Damian Priest             | Damian Priest (nc) | Een-op-eenmatch voor het World Heavyweight Championship. Priest diende zijn Money in the Bank-contract in. | [ 5 ] |
| 3   | LA Knight vs. A.J. Styles                      | LA Knight          | Een-op-eenmatch.                                                                                           | [ 5 ] |
| 4   | Logan Paul (c) vs. Randy Orton vs. Kevin Owens | Logan Paul         | Triple-threat-match voor het WWE United States Championship.                                               | [ 5 ] |
| 5   | Iyo Sky (c) vs. Bayley                         | Bayley (nc)        | Een-op-eenmatch voor het WWE Women's Championship.                                                         | [ 5 ] |
| 6   | Roman Reigns vs Cody Rhodes                    | Cody Rhodes (nc)   | Een-op-een-bloodline-rulesmatch voor het WWE Universal Championship en het WWE Championship.               | [ 5 ] |